# Sept scrotal
Septul scrotal este un strat vertical de țesut fibros care împarte cele două compartimente ale scrotului. Se compune din țesut conjunctiv flexibil. Structura sa se extinde până la suprafața pielii scrotului unde formează rafeul scrotal.  Este un perete incomplet de țesut conjunctiv și mușchi nonstriat (dartos fascia) care împarte scrotul în două saci, fiecare conținând unul din testicule.  
Septurile histologice sunt observate în majoritatea țesuturilor corpului, în special acolo unde sunt necesare pentru rigidizarea țesutului celular moale și oferă, de asemenea, planuri de intrare pentru vasele de sânge mici, deoarece fibrele dense de colagen ale unui sept se extind de obicei în țesuturile adiacente mai moi. Un sept este un perete transversal. Astfel, împarte o structură în părți mai mici.
Septul scrotal este utilizat în chirurgia reconstructivă pentru refacerea țesuturilor și / sau a organelor reproductive rănite sau tăiate de traume. 